# مدرسه پروانه
مدرسه پروانه (ترکی استانبولی: Pervane Medresesi) یک مدرسه تاریخی در سینوپ، ترکیه است.
این مدرسه در مرکز شبه جزیره سینوپ ساخته شده‌است. یکی دیگر از ساختمان‌های تاریخی، مسجد علاءالدین است که در جنوب مدرسه واقع شده‌است.

## پس زمینه
معین الدین پروانه که بیشتر به نام پروانه شناخته می‌شود، وزیری در دوران انحلال سلجوقیان روم در نیمه دوم قرن سیزدهم بود. در ۱۲۶۲ او سینوپ را از امپراتوری ترابوزان پس گرفت. سلطان، سینوپ را به پروانه بخشید به عنوان یک اقطاع یک تیول. با این که او یک رعیت سلجوقیان بود عملاً حاکم سینوپ شد. او این مدرسه را در ۱۲۶۵ ساخت. این مدرسه در طول دوران اسفندیاریان و امپراتوری عثمانی مورد استفاده بود. پس از اعلام جمهوری ترکیه، مدارس سنتی با مدارس جدید جایگزین شد و مدرسه پروانه نیز بسته شد. از سال ۱۹۳۲ این ساختمان به عنوان انبار برای آثار باستان‌شناسی و مردم‌شناسی که پس از سال ۱۹۲۱ جمع‌آوری شده بودند بهره‌برداری شد. در سال ۱۹۴۱ به موزه تبدیل شد تا اینکه در سال ۱۹۷۰ که موزه  به ساختمان جدید خود نقل مکان کرد. در سال ۲۰۰۲ ساختمان به فرمانداری سینوپ تحویل داده شد. در حال حاضر هم به عنوان بازارچه سوغاتی استفاده می‌شود.

## معماری
ساختمان با ابعاد ۳۸ در ۲۸ متر (۱۲۵ در ۹۲ فوت) در جهت شمالی - جنوبی قرار دارد. یک دروازه مرمری به عنوان ورودی اصلی در ضلع جنوبی قرار دارد. دو اتاق در هر طرف دروازه قرار دارد. ذر هر طرف ساختمان ۵ حجره وجود دارد. در میانسرای ساختمان هم یک حوض وجود دارد. مقبرهٔ یک حاکم محلی به اسم غازی چلبی و دخترش نیز در این مدرسه قرار دارد.